# Incidente del C-130 Hercules dell'Aeronautica militare filippina del 2021
Il 4 luglio 2021, un Lockheed C-130 Hercules della Philippine Air Force (PAF) si è schiantato dopo un tentativo di atterraggio all'aeroporto di Jolo, nelle Filippine. Con 53 morti, di cui 50 persone sull'aereo e 3 a terra, l'incidente è il peggiore nella storia militare filippina, il quarto con più vittime su suolo filippino e il secondo per numero di morti a verificarsi nel 2021, dopo il volo Sriwijaya Air 182.

## Background

### L'aereo
Il velivolo coinvolto nell'incidente è un Lockheed C-130H Hercules operato dalla Philippine Air Force (PAF) con marche 5125. Ex velivolo dell'aeronautica statunitense in servizio dal febbraio 1988, è stato acquisito dalla PAF attraverso una sovvenzione dell'Agenzia per la cooperazione alla sicurezza della difesa del governo degli Stati Uniti nel gennaio 2021. L'esercito filippino ha sostenuto che l'aereo era in buone condizioni e aveva 11.000 ore di volo rimaste prima che fosse prevista la prossima manutenzione. La PAF ha altri tre C-130 nella flotta: due sono in manutenzione e riparazione in Portogallo, mentre l'altro è operativo.

### Passeggeri ed equipaggio
Al momento dello schianto a bordo c'erano 104 militari; inclusi 3 piloti e 5 altri membri dell'equipaggio. 50 di loro provenivano dall'unità di addestramento della 4ª divisione di fanteria dell'esercito filippino di Malaybalay, Bukidnon. A bordo c'erano anche cinque veicoli militari. I soldati a bordo avevano lo scopo di aumentare l'11ª divisione di fanteria con sede a Jolo che monitora il gruppo di Abu Sayyaf che opera nell'area.

## L'incidente
Il 4 luglio 2021, l'aereo è decollato dalla base aerea di Villamor a Pasay e si è diretto all'aeroporto di Lumbia a Cagayan de Oro. Da Cagayan de Oro, il C-130 ha trasportato personale a Jolo, Sulu. Alle 11:30 (UTC +8), l'aereo è caduto al suolo dopo aver tentato di atterrare all'aeroporto di Jolo. L'aereo ha oltrepassato la pista, si è schiantato nel vicino comune di Patikul e ha preso fuoco.
Il conto delle vittime è salito di ora in ora fino ad arrivare a 50 soldati a bordo e 3 civili a terra, mentre sono rimasti feriti 46 occupanti a bordo e 4 civili a terra. La maggior parte dei passeggeri si era di recente diplomata all'addestramento militare di base ed era stata dispiegata sull'isola irrequieta come parte di uno sforzo contro le insurrezioni nella regione a maggioranza musulmana. L'incidente è il peggiore nella storia dell'aeronautica filippina, superando l'incidente del Douglas C-47 Skytrain del 1971 a Floridablanca, Pampanga, nel quale persero la vita 40 persone.

## Conseguenze
La Joint Task Force Sulu (JTF Sulu) dell'esercito filippino ha condotto una missione di ricerca e soccorso per recuperare i corpi delle vittime e per fornire assistenza ai sopravvissuti. Le forze armate delle Filippine (AFP), l'ufficio regionale della polizia nazionale filippina della regione autonoma di Bangsamoro (PRO BAR) e il governo provinciale di Sulu hanno promesso che avrebbero fornito assistenza ai militari e ai civili colpiti. Anche l'ambasciata degli Stati Uniti a Manila ha promesso assistenza medica ai sopravvissuti all'incidente.
Il 5 luglio 2021, il presidente Rodrigo Duterte si è recato al Comando Mindanao occidentale dell'AFP a Zamboanga City per rendere omaggio alle famiglie dei militari morti nell'incidente. L'AFP ha anche dichiarato un periodo di lutto di 6 giorni ordinando che tutte le bandiere nei campi e nelle installazioni militari in tutto il paese fossero sventolate a mezz'asta. Diversi paesi hanno inviato le condoglianze alle Filippine dopo l'incidente.
Il programma di modernizzazione è stato anche oggetto di discussione al Congresso delle Filippine; sia alla Camera dei Rappresentanti che al Senato. È stata messa in discussione anche la politica di acquisizione di mezzi militari di seconda mano tramite prestiti esteri.

## Le indagini
Il Dipartimento nazionale della Difesa e l'esercito hanno esortato il pubblico ad astenersi dal diffondere "dichiarazioni altamente speculative" sull'incidente e hanno assicurato che un'indagine è già in corso.
I militari hanno escluso la possibilità che l'incidente sia stato causato da un attacco contro il C-130. Tra le possibilità prese in considerazione ci sono le condizioni dell'aereo, la pista, se c'è stato un errore umano e se l'aereo era sovraccarico. Una squadra investigativa dell'AFP è arrivata sul luogo dell'incidente il 5 luglio. Il giorno successivo è stato recuperato il registratore di volo dell'aereo che verrà utilizzato per determinare meglio le circostanze dell'incidente.
Nel settembre 2021, i militari hanno reso noto al pubblico che non esiste un'unica causa attribuibile all'incidente di Sulu. Il rapporto afferma che l'incidente è stato "molto probabilmente dovuto a fattori materiali reali o percepiti e a fattori umani indotti, aggravati dalle condizioni locali e ambientali". Ha aggiunto che "il velivolo, le condizioni ambientali e la risposta dell'equipaggio hanno portato a uno stallo irrecuperabile in una fase critica delle operazioni".